# John Tower
John Tower (Houston, 1925. szeptember 29. – Brunswick, 1991. április 5.) az Amerikai Egyesült Államok szenátora (Texas, 1961–1985).